# Descente aux Enfers (icônes)
Pour les articles homonymes, voir Descente aux Enfers.
La Descente aux Enfers ou Descente aux Limbes (en russe: Сошествия во ад) est un des sujets d'icônes qui accompagne la représentation de la Résurrection de Jésus-Christ dans le christianisme orthodoxe. 

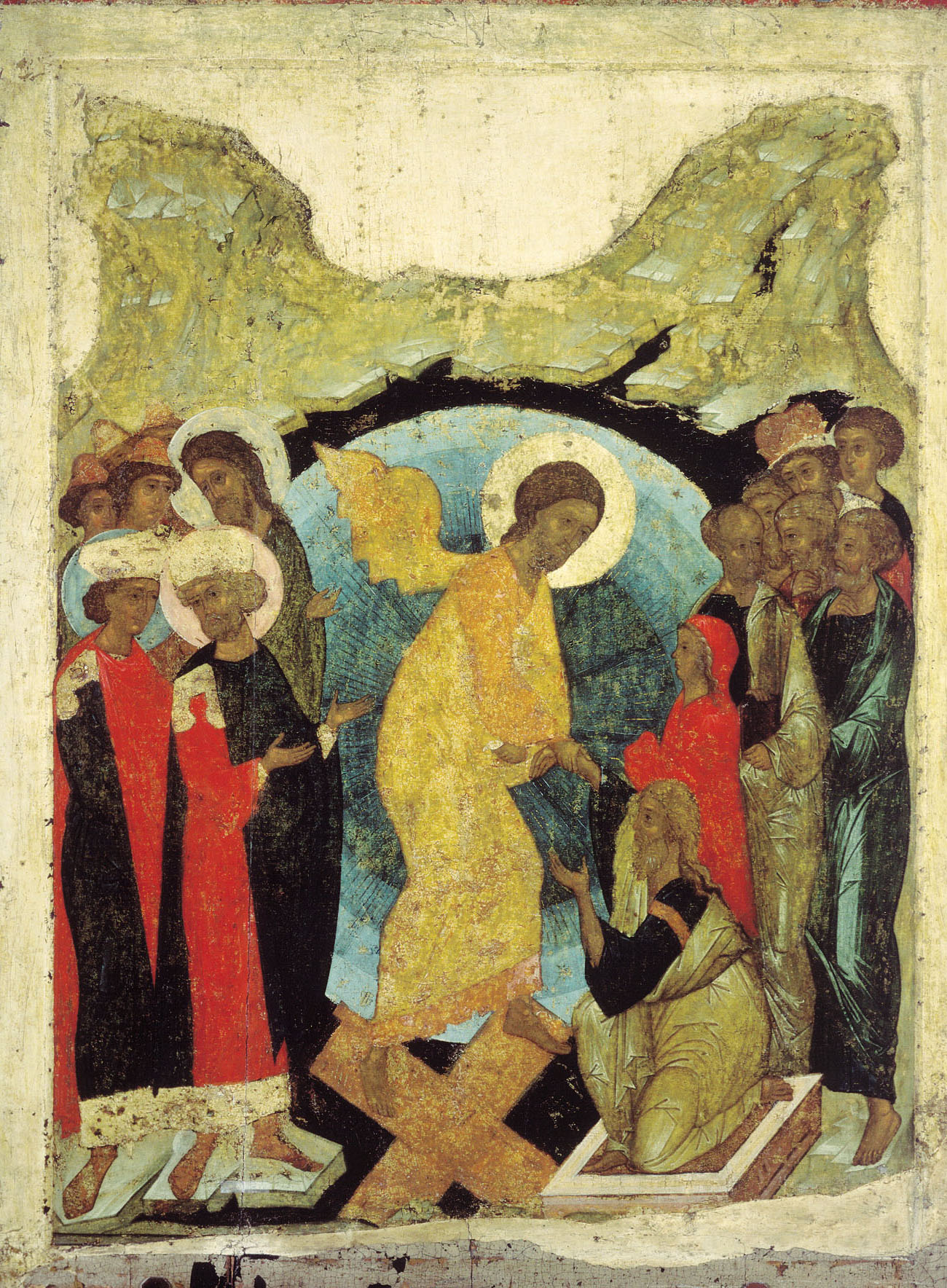
Descente aux Enfers par Andreï Roublev (?), 1408—1410. Galerie Tretiakov, Moscou.

## Précision de vocabulaire
Dans la terminologie du christianisme orthodoxe ni dans celle de la théologie orthodoxe, le terme limbes n'existe pas: on trouve seulement le mot enfers. Dans le domaine artistique, « limbes » est utilisé en russe pour traduire le nom des œuvres occidentales qui en font mention. Mais le mot limbes est propre à la théologie catholique médiévale, et on ne le trouve ni dans la Bible, ni chez les Pères de l'Église. 

## Histoire

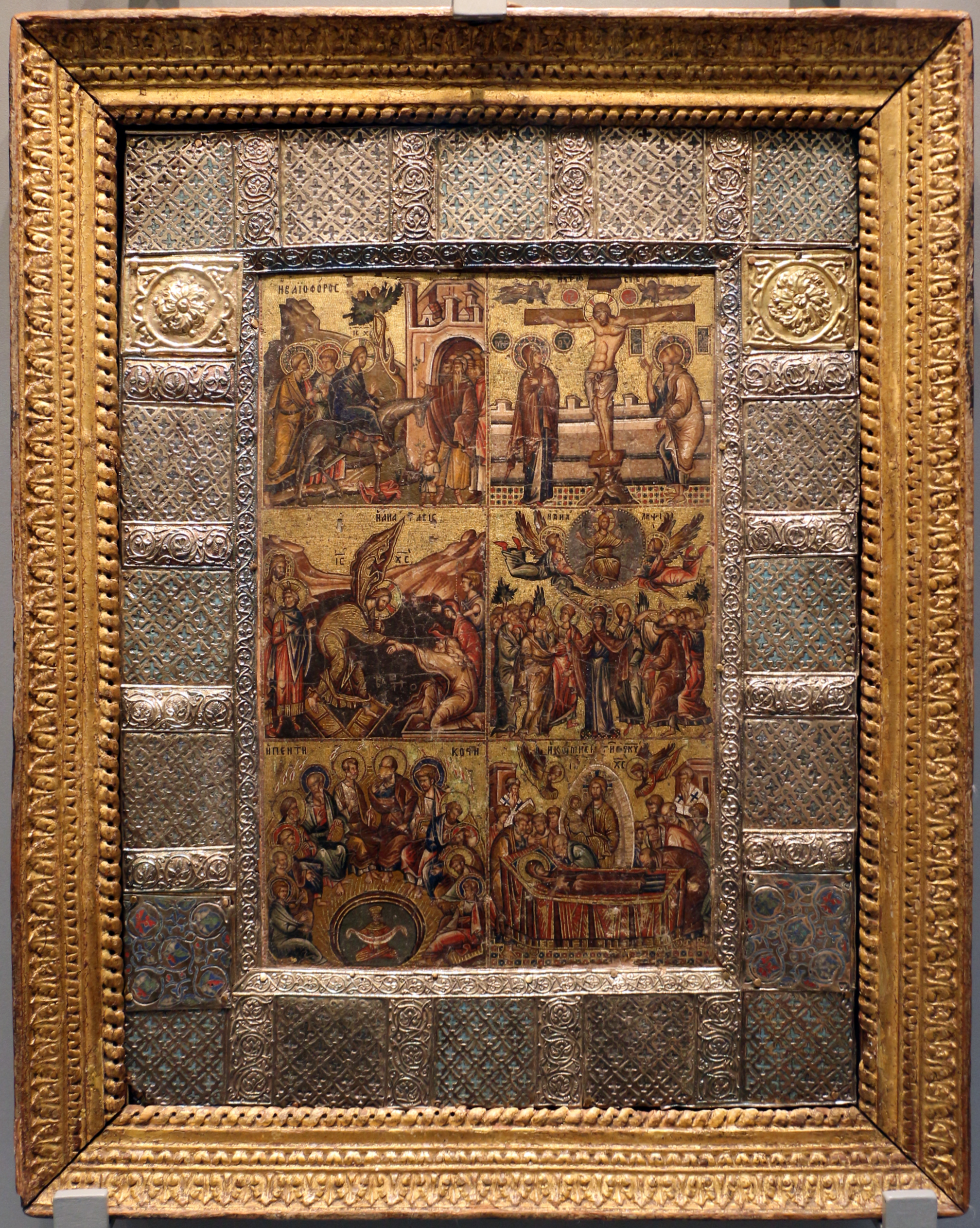
Volet d'un diptyque des Douze grandes fêtes. Première ligne, à droite, la Crucifixion; deuxième ligne, à gauche, la Descente aux Enfers. Maître byzantin, vers 1310.

Jusqu'au milieu du XVIIIe siècle, dans le monde byzantin et orthodoxe, il n'y avait pratiquement pas d'autres représentations iconographiques de la Résurrection que celles qui liaient ce sujet à celui de la Descente aux Enfers. Cela a assuré à ce type d'icône une grande diffusion et, partant, une grande popularité. Dans les registres des iconostases, ce type d'icône est placé au niveau des douze grandes fêtes évangéliques reconnues par l'Église orthodoxe : l'Annonciation, la Nativité, la Présentation au temple, le Baptême, la Résurrection de Lazare, la Transfiguration, l'Entrée à Jérusalem, la Crucifixion, la Résurrection, l'Ascension, la Pentecôte, l'Assomption (ou Dormition chez les orthodoxes). Ici, le thème de la Résurrection n'est pas suggéré par les Saintes Femmes au tombeau (les Myrrhophores) ni, comme dans l'art occidental, par le Christ sortant de son tombeau. Ces représentations s'inspirent de l'Évangile de Nicodème (apocryphe) et de son récit de la « Descente aux Enfers »: le Sauveur renverse les portes de l'Hadès, qui se brisent sous ses pieds, et tend une main secourable à Adam et Ève. Il délivre également les âmes des justes qui se trouvaient dans l'Enfer pour leur ouvrir les portes du Royaume des cieux.  
Le thème apparaît dès le IXe siècle dans les miniatures du Psautier Chludov, puis au Xe siècle dans des fresques et icônes. D'une manière plus générale, « la Descente aux Limbes est la forme byzantine de la Résurrection (Anastasis) ».

## Variantes
Il existe des nombreuses variantes iconographiques sur le sujet. Mais elles apparaissent pour la plupart en Occident car dans le christianisme orthodoxe les sujets sont souvent traités de manière immuable et uniforme Ce qui s'explique par l'emploi de manuels de références pour les artistes.Les principales sont[source insuffisante]: 
- Type narratif : le Christ vient à la rencontre d'Adam ;
- Type renaissance où le Christ entraîne Adam derrière lui. Le Christ prend la place de l'empereur tendant la main aux prisonniers libérés. Ce type de représentation prend naissance au IXe siècle sur base de modèles numismatiques des IVe siècle et Ve siècle .
- Type dogmatique où le Christ est représenté frontalement à l'avant de l'icône en tendant les bras ouverts, avec une auréole, au milieu d'une mandorle. Ce type apparaît au IXe siècle et provient de textes liturgiques du Samedi saint et de Pâques. Il est également lié à des canons de Jean Damascène pour les vêpres de la liturgie de Pâques (Psaumes 82:8).
- type synthétique des deux icônes russes remarquables qui pourraient être dues, l'une à Andreï Roublev, et l'autre à Dionisius, et cela à pratiquement un siècle de distance. Ces attributions ne sont toutefois certaines pour aucune des deux icônes. Elles sont parfois mentionnées, mais le plus souvent, actuellement, il n'est fait mention que de l'école de Moscou ou d'élèves de ces deux grands maîtres russes.

### La Descente aux Enfersattribuée à Dionisius
Selon Véra Traimond et d'autres historiens de l'art cette œuvre synthétique pourrait être attribuée à Dionisius. Elle provient de l'iconostase de l'église de la Nativité-de-la-Vierge du monastère de Ferapontov et date de 1502-1503. Elle est exposée au Musée russe de Saint-Pétersbourg. Le Christ est placé au centre dans une mandorle bleue, et fait sortir de leur cercueil Adam et Ève, puis ceux qui sont placés derrière eux : les patriarches, les prophètes. Les anges dans la mandorle tiennent des sphères en main, symbole de vertu, et pourchassent de leurs longues lances rouges les démons placés sous les pieds du Christ, en Enfer, symboles de tous les vices. Satan lui-même est enchaîné par deux beaux anges vêtus de jaune et de rose. Avec les Justes, ceux-ci forment des ensembles clairs au milieu des couleurs sombres de l'Enfer. Le Christ est debout sur ce les restes des portes de l'Enfer, qui forment une croix de Saint-André. Au sommet de l'icône, trois anges soutiennent la Croix du Golgotha.  

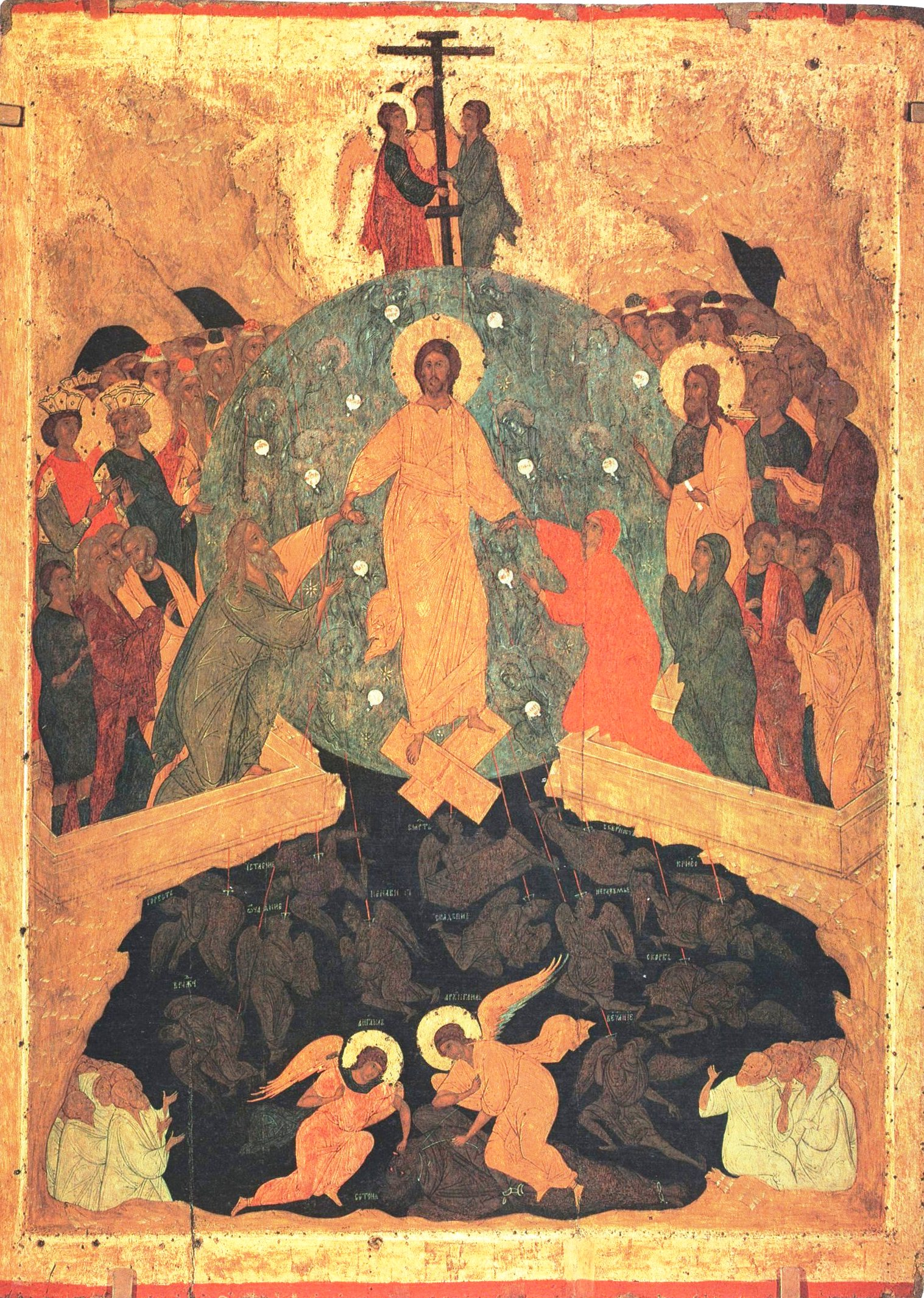
Descente aux Enfers de Dionisius (?). Monastère de Ferapontov, 1502 -1503. Musée Russe, Saint-Pétersbourg.

## Sources
- (ru) Cet article est partiellement ou en totalité issu de l’article de Wikipédia en russe intitulé « Сошествие Христа в ад » (voir la liste des auteurs).

- (ru) Cet article est partiellement ou en totalité issu de l’article de Wikipédia en russe intitulé « Воскресение Иисуса Христа » (voir la liste des auteurs).